# Sainte-Sabine (Canada)
Sainte-Sabine is een gehucht in de Municipalité régionale de comté des Etchemins uit Québec, Canada. Het is deel van de Chaudière-Appalaches regio en in 2009 waren er 384 inwoners. Het is genoemd naar de Santa Sabina, waar de kardinaal Louis-Nazaire Bégin vaak naartoe ging tijdens zijn theologie studies in Rome.